# Leptolalax ventripunctatus
Leptolalax ventripunctatus är en groddjursart som beskrevs av Fei, Ye, Li in Fei, Ye och Huang 1990. Leptolalax ventripunctatus ingår i släktet Leptolalax och familjen Megophryidae. IUCN kategoriserar arten globalt som otillräckligt studerad. Inga underarter finns listade i Catalogue of Life.